# Armenii iranieni
Armenii iranieni (armeană իրանահայեր iranahayer), cunoscuți și ca armeni persani (armeană պարսկահայեր parskahayer), sunt iranieni de etnie armeană care pot vorbi armeana ca primă limbă. Potrivit estimărilor, numărul lor în Iran este între 70,000 și 200,000. Teritorii cu o mai mare concentrație de armeni sunt Tabriz, Tehran și cartierul Jolfa din Isfahan.
Armenii locuiesc de milenii pe teritoriul Iranului de azi. În anumite perioade din istorie, regiuni nord-vestice ale Iranului au fost parte a Armeniei. Multe dintre cele mai vechi biserici, mănăstiri și capele armene se află în cadrul Iranului de azi. Armenia persană, care include Republica Armeană din zilele noastre, a fost parte a Iranului Qajarit până în 1828. Iranul a avut una dintre cele mai mari populații de armeni din lume alături de Imperiul Otoman vecin până la începutul secolului 20. 
Armenii au fost influenți și activi în procesul de modernizare a Iranului  în secolele 19 și 20. După Revoluția Iraniană, mulți armeni au emigrat alăturându-se diasporei armenești din America de Nord și Europa Occidentală. Astăzi, armenii constituie cea mai mare minoritate religioasă creștină din Iran. 